# Pitkäjärvi (sjö i Kalajoki, Norra Österbotten)
Pitkäjärvi är en sjö i kommunen Kalajoki i landskapet Norra Österbotten i Finland. Sjön ligger 41,8 meter över havet. Arean är 54 hektar och strandlinjen är 4,16 kilometer lång. Sjön  ingår i Bottenvikens kustområde.   Den ligger omkring 120 kilometer sydväst om Uleåborg och omkring 440 kilometer norr om Helsingfors. 
I sjön finns ön Koirasaari. 